# Вајтхорс (Јужна Дакота)
Вајтхорс (енгл. Whitehorse) насељено је место без административног статуса у америчкој савезној држави Јужна Дакота.

## Демографија
По попису из 2010. године број становника је 141, што је 0 (0,0%) становника више него 2000. године.
| Група             | 2000.    | 2010.    |
| Белци             | 4 (2,8%) | 4 (2,8%) |
| Афроамериканци    | 0 (0,0%) | 0 (0,0%) |
| Азијати           | 0 (0,0%) | 0 (0,0%) |
| Хиспаноамериканци | 0 (0,0%) | 6 (4,3%) |
| Укупно            | 141      | 141      |